# Васил Спасов (футболіст)
Васил Спасов (болг. Васил Спасов, 30 грудня 1919, Софія — 16 листопада 1996) — болгарський футболіст, що грав на позиції нападника, зокрема за «Левскі» та національну збірну Болгарії. По завершенні ігрової кар'єри — тренер.

## Клубна кар'єра
У дорослому футболі дебютував 1940 року виступами за команду «Левскі», в якій провів дев'ять сезонів.  За цей час чотири рази виборював титул чемпіона Болгарії.
Протягом 1949—1952 років захищав кольори софійського «Академика», після чого на один рік повернувся до «Левскі», де завершив ігрову кар'єру, здобувши свій п'ятий чемпіонський титул.

## Виступи за збірну
1943 року дебютував в офіційних матчах у складі національної збірної Болгарії.
Загалом протягом кар'єри в національній команді, яка тривала 8 років, провів у її формі 17 матчів, забивши 5 голів.

## Кар'єра тренера
Завершивши ігрову кар'єру 1953 року, залишився у клубній структурі «Левскі», очоливши його тренерський штаб.
Згодом протягом 1957–1969 років тренував команди софійського «Академика», пловдивського «Ботева», софійського «Спартака» та того ж «Левскі». В сезоні 1966/67 приводив «Ботев» до перемоги у болгарській футбольній першості. 
У 1970–1972 роках очолював тренерський штаб національної збірної Болгарії, після чого повернувся до роботи на клубному рівні і протягом двох років тренував кіпрську «Омонію».
У сезоні 1976/77 утретє піднімався на тренерський місток «Левскі», привівши свою рідну команду до перемоги у національному чемпіонаті.
У першій половині 1980-х знову працював на Кіпрі, спочатку з «Омонією», на чолі якої загалом за дві каденції по три рази вигравав чемпіонат і Кубок Кіпру, а згодом із місцевою національною збірною.
Помер 16 листопада 1996 року на 77-му році життя.

## Титули і досягнення

### Як гравця
- Чемпіон Болгарії (5):

«Левскі»: 1942, 1946, 1947, 1948-1949, 1953
- Володар Кубка Болгарії (4):

«Левскі»: 1942, 1946, 1947, 1949

### Як тренера
- Чемпіон Болгарії (2):

«Ботев» (Пловдив): 1966-1967
«Левскі»: 1976-1977
- Володар Кубка Болгарії (1):

«Спартак» (Софія): 1967-1968
- Чемпіон Кіпру (3):

«Омонія»: 1973-1974, 1980-1981, 1981-1982
- Володар Кубка Кіпру (3):

«Омонія»: 1973-1974, 1980-1981, 1981-1982